# 맵더소울
맵더소울(Map the Soul)은 2008년에 울림엔터테인먼트와 결별 후 FA(Free Agent) 자격을 얻은 에픽하이가 설립하여, 2010년까지 운영하였던 레이블이다. 대표는 타블로이며, 에픽하이를 비롯한 플래닛 쉬버, MYK, Dok2가 소속되어 있었다.
설립 후 첫 번째로 에픽하이의 북 앨범 《魂: Map the Soul》을 독자적으로 사이트를 통해 판매하였고, 그 후에 플래닛 쉬버와 에픽하이의 합작인 리믹스 음반 《Remixing the Human Soul》이 발매되었다. 2009년 9월에는 첫 정규 음반인 에픽하이의 《[e]》를 발매했다. 공식홈페이지인 맵더소울닷컴은 에픽하이를 비롯한 아티스트들의 블로그를 통해 팬들과 다양한 방법으로 소통을 하고 있으며 이로 인해 해외진출에 많은 기여를 하고 있으며 또한 사이트 내 샵을 통해 맵더소울의 의류 브랜드인 ICED의 의류 및 음반 판매와 무료 음원 배포 등을 하고 있다.
1월 25일, 에픽하이의 전 소속사였던 울림엔터테인먼트에 합병되며, 더 이상 레이블이 아닌 크루의 개념을 가지게 되었다.
소속사로서 해체 이후 나머지 소속 아티스트들은 다른 소속사로 이적을 하였는데, 2010년 플래닛 쉬버는 아메바 컬쳐로, MYK는 드림 팩토리로 이적하였으며, 그 다음해 Dok2는 더 콰이엇과 함께 일리네어 레코즈를 설립하였다.

## 역사
2008년 12월, 울림 엔터테인먼트와 계약 기간이 끝난 에픽하이는 재계약 대신 독자적인 레이블을 세우려고 준비를 하였다. 이후 타블로가 뉴욕에 있었을 때 알고 있던 형인 최진욱의 도움과 자신들의 사비를 보태 맵더소울의 설립을 준비한다. 2009년 2월, 오픈 전인 맵더소울닷컴을 통해 타블로와 MYK의 프리스타일 랩 영상과 맵더소울 설립과 음반을 준비하는 영상을 올리기 시작하였다.
2009년 3월, CD와 음반을 결합한 북 앨범 魂: Map the Soul을 3월 27일에 발매하며, 자신들의 사이트 맵더소울닷컴에서만 판매한다고 알렸다. 그 결과 2009년 3월 21일, 팬들과 직접 소통하기 위해 맵더소울닷컴 (mapthesoul.com)을 오후 3시 21분에 열었으나 오픈한 지 몇 시간이 지나지 않아 트래픽 초과로 다운되기도 하였다.
이어 북 앨범 발매 후, 사이트를 통해 쇼케이스를 하였으며 사이트 내 게시판과 블로그, 비디오로그 등을 통해 본격적으로 팬들과 접촉하기 시작하였다. 이어 MYK, 케로 원과 함께 4월 26일부터 5월 23일까지 일본, 한국, 미국을 포함해 대부분 공연이 전석 매진되는 등 월드 투어를 성황리에 마쳤다.
2009년 6월, 일렉트로닉 밴드 플래닛 쉬버와 힙합 가수 덤파운데드를 영입하고 곧바로 7월 22일, 플래닛 쉬버와 공동작업한 Remixing the Human Soul을 발매하였다. 그리고 9월 16일, 에픽하이의 정규 6집인 [e]를 발매하였으며 9월 19일, 올림픽공원 올림픽홀에서 열린 플래닛 쉬버, MYK, 다이나믹 듀오, 드렁큰타이거 등과 함께 6집 발매 기념 콘서트인 《EPIK HIGH [e]-PARADE 2009》를 성황리에 마치고 9월 25일, 미국 아이튠즈 힙합 순위 탑 100에 기록되었다.
9월 27일, 드렁큰타이거, 덤파운데드 등과 함께 2009 인천세계도시축전 일환으로 열리는 R-16 콘서트에도 참여하였다. 2009년 9월 30일, Dok2를 영입했음을 알렸다.
2009년 11월 25일, Dok2의 첫 EP 음반인 Thunderground EP가 한정 판매되었고 11월 26일에는 모든 맵더소울 아티스트들이 김범수와 꿈꾸는 라디오에 출연하였다. 12월에는 윤미래, 개코, Double K 등이 참여한 플래닛 쉬버의 첫 싱글 음반 Momentum이 발매되었다. 2010년, 도끼, MYK의 첫 정규 음반, DJ 투컷의 군 입대로 활동 중단한 에픽하이의 타블로와 미쓰라 진의 유닛 음반인 에필로그가 발매되었다.
12월 9일, 플래닛 쉬버의 음반 발매와 함께 에픽하이의 'LAST CHRISTMAS' 콘서트 홍보곡 〈산타깡패〉가 무료로 배포 되어 큰 인기를 끌었다. 12월 24일, 고려대학교 화정체육관에서 LAST CHRISTMAS 콘서트를 마쳤고 12월 29일, 대표가 최진욱에서 이선웅으로 바뀌었다.
2010년 1월에는 SM 엔터테인먼트 소속인 f(x)와 함께 프랑스에서 열리는 《미뎀 2010》에 한국 음악시장을 홍보 및 유럽 진출을 위해 참여하였다. 그러다 2010년 1월 25일, 에픽하이는 전 소속사였던 울림엔터테인먼트에 합병 사실을 알렸고, 2010년 3월, 스페셜 음반인 Epilogue를 발매하였다. 울림과의 합병 이후, 소속 아티스트는 다른 소속사로 이적하였고, 2010년 4월에는 도끼는 독자적으로 Thunderground Mixtape Vol.2를 발표하였다. 이후 2010년 4월, 타블로가 '타블로의 비밀기지'라는 홈페이지를 열어 맵더소울의 무료곡은 해당 홈페이지를 통해 배포하였다가 타블로의 학력 위조 논란으로 인해 폐쇄하였다. 2011년 2월 9일, 맵더소울닷컴은 잠시 닫는다고 밝히고 모든 메뉴가 차단되었다.
그 후 타블로가 YG 엔터테인먼트와 계약하고 타블로의 공식 홈페이지가 열리면서 맵더소울닷컴은 2011년 10월 31일에 완전히 소멸 후, 2012년에는 에픽하이가 정규 7집으로 복귀할 때 에픽하이의 공식 블로그의 도메인으로 연결되었다. 합병 후에 해체까지 이유를 밝히지 않던 타블로는 2013년, 힙합엘이와의 인터뷰에서 "제가 경영진으로 고용했던 사람중 한 명(초대 CEO였던 최진욱)이 회사에 자금 전부를 횡령했다. 사실 그래서 맵더소울이 엉망이 되고 결국 문 닫게 된 것"이라 밝혔다.

## 소속 아티스트

### 대한민국
- 에픽하이 (타블로, 미쓰라 진, DJ 투컷) - 설립자, 이사, 힙합 가수, 프로듀서, DJ, 싱어송라이터
- MYK - 힙합 가수, 프로듀서, 싱어송라이터
- 플래닛 쉬버 (DJ 프리즈, 디에이치 스타일, 필터) - 프로듀서, DJ
- 도끼 - 힙합 가수, 프로듀서

### 미국
맵더소울의 그 외 아티스트들은 정식적으로 계약한 멤버가 아닌 명예 멤버이다.
- 덤파운데드 - 힙합 가수
- 케로 원 - 힙합 가수

## 특이점
- 맵더소울은 레이블의 의미가 없어지고, 크루의 개념으로 남게 되었었다.
- 맵더소울의 로고는 이노디자인의 사장이자 MYK의 부친인 김영세가 무료로 디자인 해주었다.[19]
- 2015년 3월, 타블로가 YG 엔터테인먼트의 자회사 개념으로 레이블 하이그라운드 (HIGHGRND)를 설립하였다. 혁오, 코드쿤스트, 검정치마가 속해있다.

## 음반

### 음반
- 2009년 3월 27일 에픽하이 북 앨범 - 魂: Map the Soul
- 2009년 7월 22일 에픽하이, 플래닛 쉬버 리믹스 앨범 - Remixing The Human Soul
- 2009년 9월 16일 에픽하이 정규 6집 - [e]
- 2009년 11월 25일 Dok2 EP 음반 - Thunderground EP
- 2009년 12월 9일 플래닛 쉬버 디지털 싱글 Momentum
- 2010년 3월 9일 에픽하이 스페셜 음반 Epilogue
- 2014년 10월 21일 에픽하이 정규 8집 - 신발장

### 무료음원
- 2007년 타블로, MYK, 페니 - "Free Music" (Demo)
- 2009년 7월 22일 삼자돼면 - 〈전자깡패〉
- 2009년 10월 6일 도끼 - "Thunderground Musik in Map the Soul"
- 2009년 10월 19일 타블로 - "16"
- 2009년 10월 19일 MYK - "Sad Vision"
- 2009년 10월 26일 타블로 - "Love 16"
- 2009년 10월 26일 도끼 - "Gonzo 20"
- 2009년 11월 11일 타블로, MYK - "Freestyle @ Dok2's House"
- 2009년 11월 27일 덤파운데드 - "Map The Soul 16"
- 2009년 12월 8일 에픽하이 - 〈산타깡패〉
- 2009년 12월 9일 타블로 - "365"
- 2009년 12월 30일 타블로, MYK - "For the Kids"
- 2010년 4월 27일 타블로, MYK - S.O.B. (Shittin' On Beats)[20]
- 2010년 5월 7일 타블로 - "Supreme 100 (SecretNoize Remix)"
- 2010년 5월 7일 에픽하이 - "Rocksteady (English Acappella)

## 같이 보기
- 에픽하이
- 하이그라운드
- YG 엔터테인먼트